# 念珠芥属
念珠芥属（学名：Torularia）是十字花科下的一个属，为一年生、二年生或多年生草本植物。该属共有约15种，分布于中亚及地中海地区。